# Rudolf Meßmann
Rudolf Meßmann (* 22. Dezember 1930) ist ein ehemaliger deutscher Fußballspieler. Der Abwehrspieler des 1. FC Amberg gewann mit der bayerischen Amateurauswahl von 1952 bis 1955 viermal in Folge den Länderpokal des DFB.

## Laufbahn
Der Abwehrspieler Rudolf Meßmann verbrachte seine fußballerische Laufbahn in seiner Oberpfälzer Heimatstadt, bei den Schwarz-Gelben des 1. FC Amberg. In der Saison 1951/52 feierte Amberg die Meisterschaft in der Amateurliga Bayern, scheiterte aber in der Aufstiegsrunde zur II. Division. Der Mittelläufer und Abwehrchef gewann 1952 unter BFV-Verbandstrainer Alv Riemke erstmals mit der Bayernauswahl den Länderpokal der Amateure. In Wuppertal setzte sich Bayern gegen den Niederrhein mit 4:0 Toren durch. Egon Loy überzeugte im Tor, Meßmann dirigierte als Mittelläufer die Defensive und im Angriff sorgten Erich Bäumler, Ludwig Hinterstocker und Johann Zeitler für Torgefahr. Am 25. April 1953 in Hannover gelang Meßmann mit seinen BFV-Kollegen mit einem 5:2-Sieg gegen Gastgeber Niedersachsen – in deren Reihen traten Heinz Senftleben, Winfried Herz, Werner Oberländer, Werner Thamm, Heinz Wozniakowski, Erich Gleixner, Heinz Conradi und Heinz Schumann an – die Titelverteidigung im Länderpokal. Im Mai führte Bundestrainer Sepp Herberger einen Sichtungslehrgang in Regensburg mit einem Testspiel gegen Bolton Wanderers durch. Beim 2:2-Remis bildeten Kurt Sommerlatt, Meßmann und Fritz Semmelmann die Läuferreihe der deutschen Auswahl. In den zwei weiteren Spielen gegen die englische Profielf nahm Herbert Schäfer aus Siegen die Position des Amberger Stoppers ein.
Nach dem dritten Länderpokalerfolg mit Bayern 1954 gegen die Auswahl von Schleswig-Holstein (3:0) wurde Meßmann mit der Berufung in die deutsche Fußballnationalmannschaft der Amateure ausgezeichnet. Im einzigen Amateurländerspiel des Jahres 1954, am 30. Mai in Longwy gegen Frankreich, spielte er beim 0:0-Remis wie gewohnt auf seiner Stammposition des Mittelläufers. Die bayerischen Farben wurden dabei noch durch seine BFV-Mitspieler Loy, Semmelmann und Zeitler vertreten. Den vierten Erfolg im Länderpokal feierte Meßmann 1955 durch einen 5:2-Sieg in Augsburg gegen die Auswahl von Westfalen.
Mit seinem Heimatverein 1. FC Amberg gehörte er von 1953 bis 1963 der 1. Amateurliga Südbayern an und wurde in den Runden 1955/56 und 1956/57 Vizemeister. Ab der Saison 1972/73 war Sohn Peter Mitglied der 1. Mannschaft von Amberg. Er brachte es auf 50 Berufungen in die BFV-Auswahl.